# Lluvia

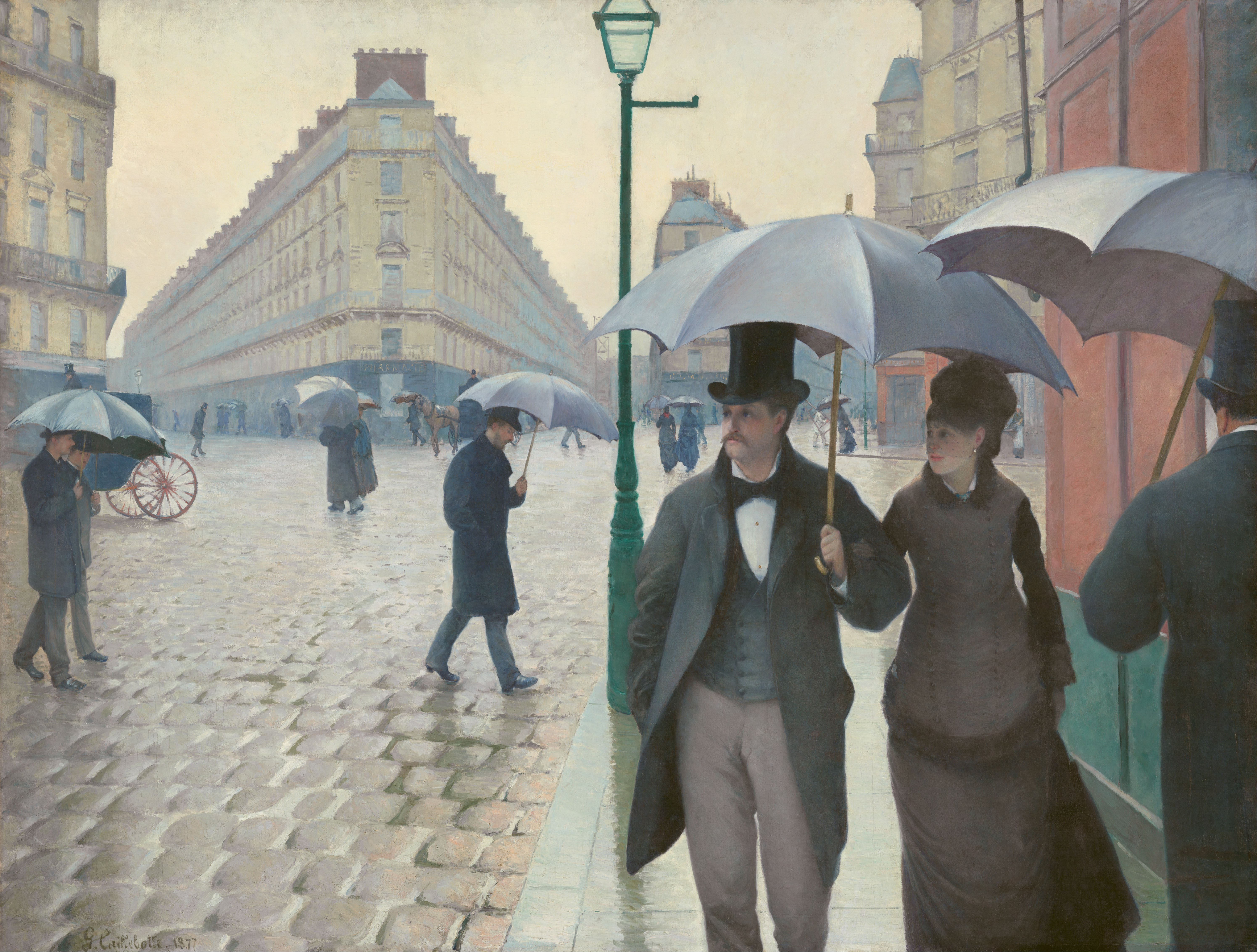
La Plaza de Europa bajo la lluvia, obra del pintor francés Gustave Caillebotte.

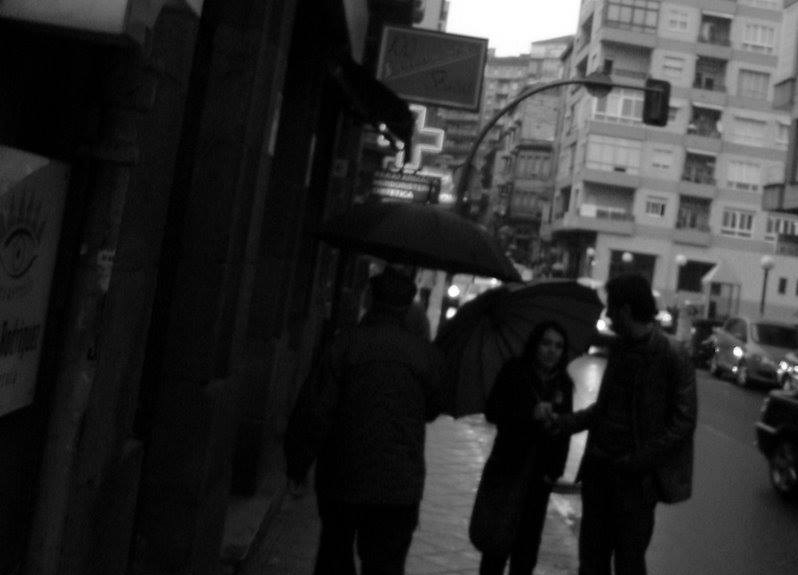
Día de lluvia en Orense, Galicia, España.

La lluvia (también pluvia) (del lat. pluvĭa) es un fenómeno atmosférico de tipo hidrometeorológico que se inicia con la condensación del vapor de agua que forma gotas de agua, las cuales pasan a formar las nubes y cae al suelo. El calor atmosférico origina el ascenso de las nubes y su enfriamiento, con lo cual crece el tamaño de las gotas de agua y su mayor peso las hace precipitarse hacia la superficie terrestre, dando origen así a la lluvia. Para lo perteneciente o relativo a la lluvia, se utiliza el adjetivo «pluvial».
Según la definición oficial de la Organización Meteorológica Mundial, la lluvia es la precipitación de partículas líquidas de agua, de diámetro mayor de 0,5 mm o de gotas menores, pero muy dispersas. Si no alcanza la superficie terrestre no sería lluvia, sino virga, y si el diámetro es menor, sería llovizna. La lluvia se mide en litros caídos por metro cuadrado.
La lluvia depende de tres factores: la presión atmosférica, la temperatura y, especialmente, la humedad atmosférica. El agua puede volver a la tierra, además, en forma de nieve o de granizo. Diversos estudios han demostrado que la intensidad y la frecuencia de las precipitaciones severas han aumentado exponencialmente debido al calentamiento global. Las temperaturas globales más cálidas se correlacionan con lluvias más intensas y sostenidas, que son la principal causa de las inundaciones continentales, al provocar más humedad.
La lluvia es esencial para reponer las fuentes de agua dulce, apoyar la agricultura y mantener los ecosistemas al permitir el crecimiento de las plantas y sostener el ciclo del agua. También ayuda a regular los climas regionales y a purificar la atmósfera al eliminar contaminantes. Sin embargo, la contaminación atmosférica también puede afectar a la lluvia convirtiéndola en lluvia ácida.

## Formación

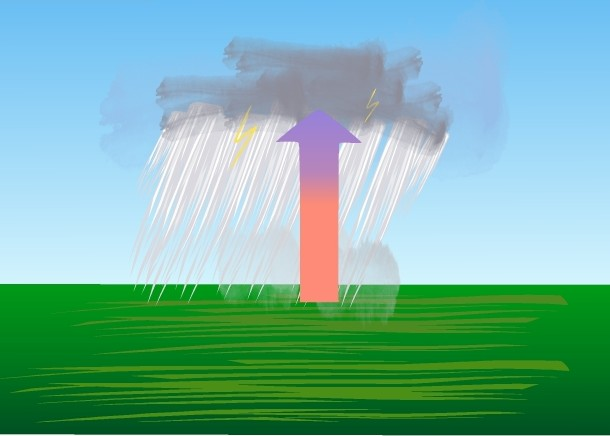
Lluvias de convección.

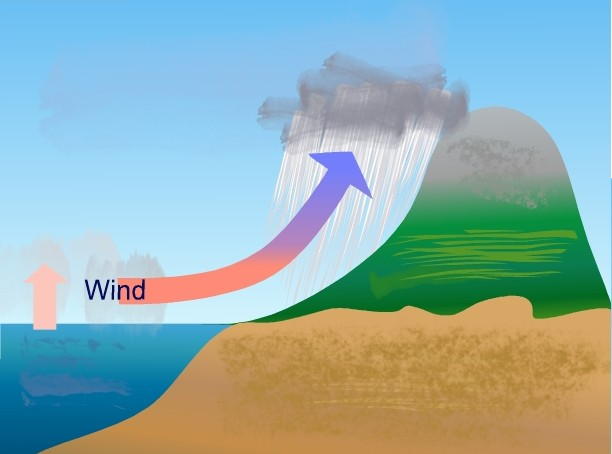
Lluvias orográficas.

La lluvia puede originarse en diferentes tipos de nubes, generalmente nimboestratos y cumulonimbos, así como en diferentes sistemas organizados de células convectivas: la persistencia de lluvia abundante requiere que las capas de nubes se renueven continuamente por un movimiento de ascenso de las más inferiores que las sitúe en condiciones propicias para que se produzca la lluvia. Únicamente así se explica que algunas estaciones meteorológicas, como las de Baguio (en la isla de Luzón, en las Filipinas), haya podido recibir 2239 mm de lluvia en cuatro días sucesivos. Todo volumen de aire que se eleva se dilata y, por consiguiente, se enfría. La ascensión de las masas de aire puede estar ligada a diversas causas, que dan lugar a diversos tipos de lluvia:
- Lluvias de convección. Al calentarse las capas bajas que están en contacto con la superficie terrestre, el aire se hace más ligero, se expande, pesa menos y sube. Al subir se enfría, se condensa y se produce la precipitación. Son lluvias características de las latitudes cálidas y de las tormentas de verano de la zona templada.[8]
- Lluvias orográficas. Se producen cuando una masa de aire húmeda choca con un relieve montañoso y al chocar asciende por la ladera orientada al viento (barlovento). En la ladera opuesta al viento (sotavento) no se producen precipitaciones, porque el aire desciende calentándose y se hace más seco.[9]
- Lluvias frontales o ciclonales. Se producen en las latitudes templadas, al entrar en contacto dos masas de aire de características térmicas distintas, como las provocadas por el frente polar (zona de contacto entre las masas de aire polares —frías— y tropicales —cálidas—), que aparece acompañado de borrascas, que son las causantes del tiempo inestable y lluvioso.[10]
  - Frente frío.
  - Frente cálido.
  - Frente ocluido.

## Gotas de agua

A) En realidad, las gotas no tienen la forma 'cultural' de lágrima, como mucha gente cree. B) Las gotas muy pequeñas son casi esféricas. C) Las gotas más grandes se aplastan en la parte inferior por la resistencia del aire y tienen la apariencia de un pan de hamburguesa.
D) Las gotas grandes tienen una gran cantidad de resistencia de aire, lo que hace que empiecen a ser inestables. E) Las gotas muy grandes se dividen por la resistencia del aire.

Las gotas no tienen forma de lágrima (redondas por abajo y puntiagudas por arriba), como se suele pensar. Las gotas pequeñas son casi esféricas, mientras que las mayores están achatadas. Su tamaño oscila entre los 0,5 y los 6,35 mm, mientras que su velocidad de caída varía entre los 8 y los 32 km/h; dependiendo de su intensidad y volumen.

## Distribución y utilización
La lluvia, en su caída, se distribuye de forma irregular: una parte será aprovechada para las plantas, otra parte hará que los caudales de los ríos se incrementen por medio de los barrancos y escorrentías que, a su vez, aumentarán las reservas de pantanos y de embalses, y otra parte se infiltrará a través del suelo, y, discurriendo por zonas de texturas más o menos porosas, formará corrientes subterráneas que o bien irán a parar a depósitos naturales con paredes y fondos arcillosos y que constituirán los llamados yacimientos o pozos naturales (algunas veces formando depósitos o acuíferos fósiles, cuando se trata de agua acumulada durante períodos geológicos con un clima más lluvioso), o acabarán desembocando en el mar. La última parte se evaporará antes de llegar a la superficie por acción del calor.
Las dimensiones de una cuenca hidrográfica son muy variadas, especialmente cuando se trata de estudios que abarcan una área importante. Es frecuente que en la misma se sitúen varias estaciones pluviométricas. Para determinar la precipitación en la cuenca en un período determinado se utilizan algunos de los procedimientos siguientes: método aritmético, polígonos de Thiessen u otras interpolaciones, y el método de las isoyetas.

## Medición
La precipitación se mide en milímetros de agua, o litros caídos por unidad de superficie (m²), es decir, la altura de la lámina de agua recogida en una superficie plana es medida en mm o L/m² (1 milímetro de agua de lluvia equivale a 1 L de agua por m²).

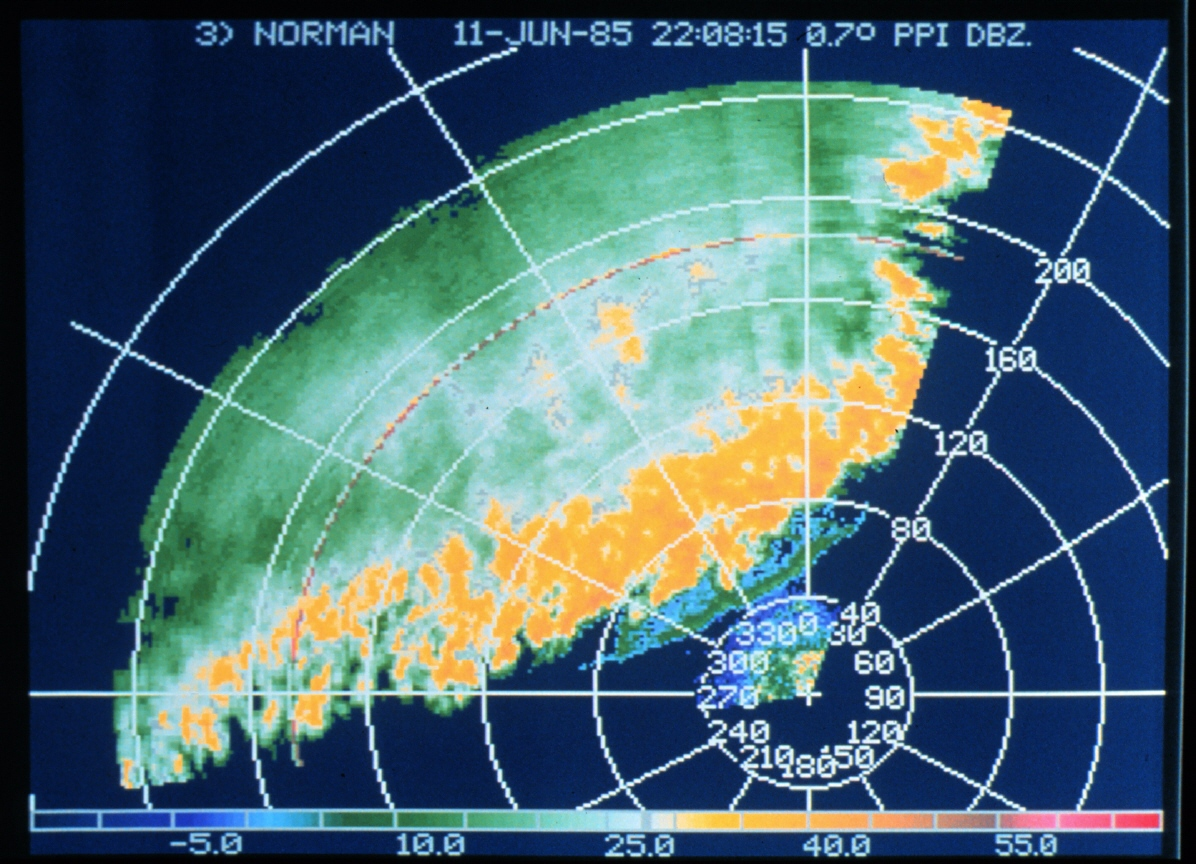
Retorno de los ecos de lluvia en un radar doppler.

La cantidad de lluvia que cae en un lugar se mide con los pluviómetros. La medición se expresa en milímetros de agua y equivale al agua que se acumularía en una superficie horizontal e impermeable durante el tiempo que dure la precipitación o solo en una parte del periodo de la misma.
- Pluviómetro manual: es un indicador simple de la lluvia caída. Consiste en un recipiente especial cilíndrico, por lo general de plástico, con una escala graduada en donde todas las marcas están a igual distancia entre sí. La altura del agua que llena la jarra es equivalente a la precipitación y se mide en mm.
- Pluviómetros totalizadores: se componen de un embudo o triángulo invertido, que mejora la precisión y recoge el agua en un recipiente graduado. A diferencia del anterior, cuanto más hacia abajo están, las marcas de los milímetros se van separando entre sí cada vez más, lo cual compensa el estrechamiento del recipiente. El mismo tiene esa forma para dar más precisión en lluvias de poco volumen y facilitar su lectura. El instrumento se coloca a una determinada altura del suelo y un operador registra cada 12 horas el agua caída. Con este tipo de instrumento no se pueden definir las horas aproximadas en que llovió.
- Pluviógrafo de sifón: consta de un tambor giratorio que rota con velocidad constante. Este tambor arrastra un papel graduado; en la abscisa se tiene el tiempo y en la ordenada la altura de la precipitación pluvial, que se registra por una pluma que se mueve verticalmente, accionada por un flotador, marcando en el papel la altura de la lluvia.
- Pluviógrafo de doble cubeta basculante: el embudo conduce el agua colectada a una pequeña cubeta triangular doble, de metal o plástico, con una bisagra en su punto medio. Es un sistema cuyo equilibrio varía en función de la cantidad de agua en las cubetas. La inversión se produce generalmente a 0,2 mm de precipitación, así que cada vez que caen 0,2 mm de lluvia la báscula oscila, vaciando la cubeta llena, mientras comienza a llenarse la otra.

## Parámetros que caracterizan la lluvia
La lluvia puede ser descrita en los siguientes términos:
- Intensidad. Se define como la cantidad de agua que cae por unidad de tiempo en un lugar determinado. Existe una relación entre la intensidad de la lluvia y su duración: para un mismo período de retorno, al aumentarse la duración de la lluvia disminuye su intensidad media. La formulación de esta dependencia es empírica y se determina caso por caso, basándose en los datos observados directamente en el sitio de estudio o en otros sitios próximos con las características hidrometeorológicas similares. Dicha formulación se conoce como relación Intensidad-Duración-Frecuencia, o comúnmente conocida como curvas IDF.[12]
- Duración. La duración del episodio de lluvia o tormenta varía ampliamente, oscilando entre unos pocos minutos a varios días.[12]
- Altura o profundidad. Se define como la altura que tendría el agua precipitada sobre un m² de superficie horizontal impermeable, si la totalidad del agua precipitada no se escurriera. Esta dimensión es la que se mide en los pluviómetros. Generalmente se expresa en mm (1 mm de agua sobre 1 m² equivale a 1 litro).
- Frecuencia. La frecuencia de un determinado episodio pluvial, estrechamente relacionado con el llamado tiempo de retorno, se define como el promedio de tiempo que transcurre entre los acaecimientos de dos episodios de tormenta de la misma característica. Para estas determinaciones se toman en cuenta la duración o la altura, y, eventualmente, ambas.
- Distribución temporal. La distribución temporal de una tormenta tiene un rol importante en la respuesta hidrológica de cuencas en términos de desarrollo del hietograma de una tormenta.[12]
- Distribución espacial. Las tormentas que cubren áreas grandes tienden a tener formas elípticas, con un ojo de alta intensidad ubicado en el medio de la elipse, rodeado por lluvias de intensidades y alturas decrecientes. El ojo de la tormenta tiende a moverse en dirección paralela a los vientos prevalentes durante el período en que se da el fenómeno.

## Clasificación según la intensidad
Oficialmente, la lluvia se adjetiviza respecto a la cantidad de precipitación por hora (Tabla 1). Una de las expresiones más empleadas en los medios de comunicación es la de lluvia torrencial, que comúnmente se asocia a los torrentes y, por lo tanto, a fenómenos como las inundaciones repentinas, deslaves y otros con daños materiales.
Tabla 1. Clasificación de la precipitación según la intensidad
Fuente: AEMET
Otra forma de clasificar la precipitación, independientemente de la anterior, es según el  índice n o índice de regularidad de la intensidad (Tabla 2). Este índice mide la relación entre la intensidad y la duración de una precipitación dada, tanto en el ámbito de la meteorología como en el de la climatología. En este último ámbito, las curvas que describen dicho comportamiento se conocen como Curvas IDF o de Intensidad-Duración-Frecuencia.
Tabla 2. Clasificación de la precipitación según la regularidad
|  | n         | Variabilidad de la intensidad | Interpretación del tipo de precipitación       |
|  | 0,00-0,20 | Prácticamente constante       | Muy predominantemente advectiva o estacionaria |
|  | 0,20-0,40 | Débilmente variable           | Predominantemente advectiva                    |
|  | 0,40-0,60 | Variable                      | Efectiva                                       |
|  | 0,60-0,80 | Moderadamente variable        | Predominantemente convectiva                   |
|  | 0,80-1,00 | Fuertemente variable          | Muy predominantemente convectiva               |

Fuente: Divulgameteo

## Clasificación de precipitaciones acuosas

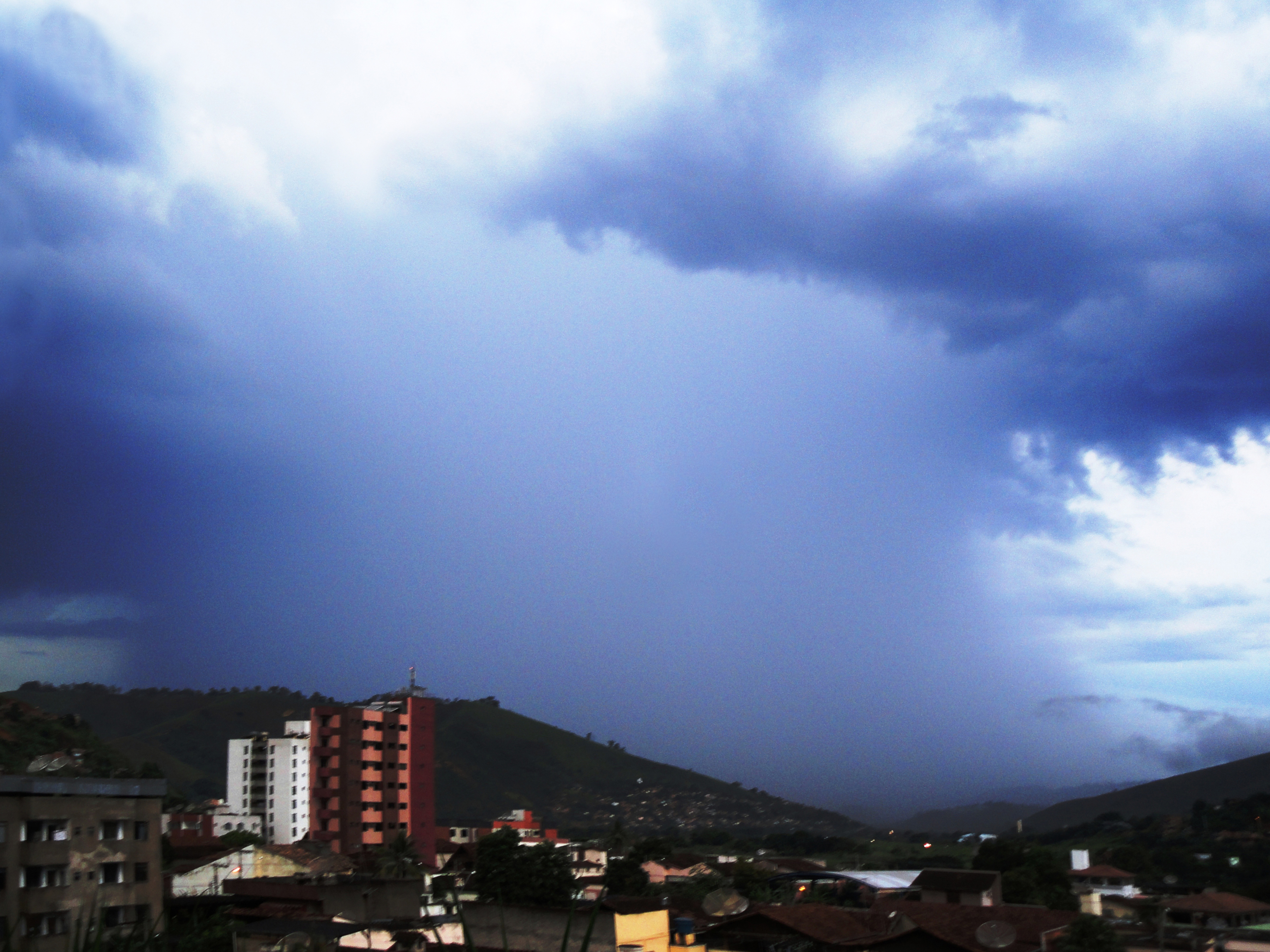
Aguacero tropical

- Lluvia. Es un término general para referirse a la mayoría de precipitaciones acuosas. Puede tener cualquier intensidad, aunque lo más frecuente es que sea entre débil y moderada.
- Llovizna (o garúa). Lluvia muy débil en la que a menudo las gotas son muy finas e incluso pulverizadas en el aire. En una llovizna la pluviosidad o acumulación es casi inapreciable. Popularmente se le llama garúa, orvallo, sirimiri, pringas o calabobos.
- Chubasco (o chaparrón). Es lluvia de corta duración, generalmente de intensidad moderada o fuerte. Los chubascos pueden estar acompañados de viento.
- Tormenta eléctrica. Es lluvia acompañada por actividad eléctrica y, habitualmente, por viento moderado o fuerte, e, incluso, con granizo. Las tormentas pueden tener intensidades desde muy débiles hasta torrenciales, e, incluso, a veces son prácticamente secas. La combinación de tormentas secas y chubascos puede presentarse en cualquier caso. Es decir, un chubasco fuerte con tormenta tiene un área pluvial reducida, la cual puede estar rodeada por una especie de círculo de mayor tamaño donde se dejan sentir los truenos y relámpagos pero no llueve.
- Aguacero. Es lluvia torrencial, generalmente de corta duración. Sinónimo de chubasco o chaparrón.
- Monzón. Lluvia muy intensa y constante propia de determinadas zonas del planeta con clima estacional muy húmedo, especialmente en el océano Índico y el sur de Asia.
- Manga de agua (o tromba). Es un fenómeno meteorológico de pequeñas dimensiones pero muy intenso, que mezcla viento y lluvia en forma de remolinos o vórtices.
- Rocío. No es propiamente lluvia, sino una forma de condensación de la humedad del ambiente en las noches frías y despejadas, cuando el vapor de agua se condensa formando pequeñas gotas en las hojas de las plantas o en otras superficies frías.

### Nombres coloquiales
A las lluvias de fuerte intensidad se les suelen dar diferentes nombres en diversos países, por ejemplo: tempestad (Argentina y Uruguay), temporal (Argentina, Chile,y Uruguay), chaparrón (Argentina, España, México, Perú y Uruguay), zamanzo de agua (algunas zonas de Andalucía), palo de agua (Canarias, Colombia —en la Región Caribe—, Panamá , Venezuela y Cuba), aguacero (Argentina, Ecuador, Colombia, —en la Región Andina—, México, Puerto Rico y República Dominicana) y chubasco, etc.

## Impacto

### Agricultura
Las precipitaciones, especialmente las pluviales, tienen un efecto decisivo en la agricultura. Todas las plantas necesitan al menos algo de agua para sobrevivir, por lo tanto, la lluvia (que es el medio de riego más eficaz) es importante para la agricultura. Si bien un patrón de lluvia regular suele ser vital para la salud de las plantas, demasiada o muy poca lluvia puede ser dañina, incluso devastadora para los cultivos. La sequía puede matar los cultivos y aumentar la erosión, mientras que el clima demasiado húmedo puede causar el crecimiento de hongos dañinos. Las plantas necesitan distintas cantidades de precipitación para sobrevivir. Por ejemplo, ciertos cactus requieren pequeñas cantidades de agua, mientras que las plantas tropicales pueden necesitar hasta cientos de litros por año para subsistir.
En áreas con estaciones húmedas y secas, los nutrientes del suelo disminuyen y la erosión aumenta durante la estación lluviosa. Los animales tienen estrategias de adaptación y supervivencia para el régimen más húmedo. La estación seca anterior provoca escasez de alimentos en la estación pluviosa, ya que los cultivos aún no han madurado. Los países en desarrollo han observado que sus poblaciones muestran fluctuaciones estacionales de peso debido a la escasez de alimentos que se observa antes de la primera cosecha, que se produce al final de la temporada de lluvias. La precipitación se puede recolectar mediante el uso de tanques de agua, tratados para uso potable o no potable en interiores o para riego.

### Cultura y religión

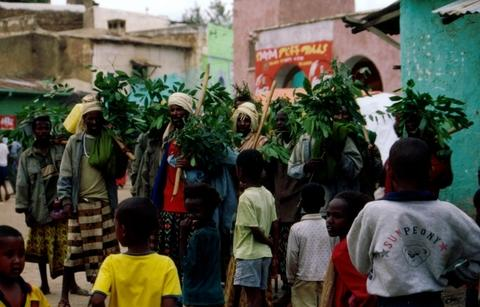
Danza de la lluvia en Harar, Etiopía.

Las actitudes culturales hacia la lluvia difieren en todo el mundo. En climas templados, las personas tienden a estar más estresadas cuando el clima es inestable o nublado, con un impacto mayor en los hombres que en las mujeres. La lluvia también puede traer alegría, ya que algunos la consideran relajante o disfrutan de su atractivo estético. En lugares secos, como la India, o durante períodos de sequía, la lluvia levanta el ánimo de las personas. En Botsuana, la palabra setsuana para lluvia, pula, se usa como el nombre de la moneda nacional, en reconocimiento a la importancia económica de esta en su país, ya que cuenta con un clima desértico. Varias culturas han desarrollado medios para hacer frente a la lluvia y han desarrollado numerosos dispositivos de protección, como paraguas e impermeables, y dispositivos de desviación, como canalones y desagües pluviales, que conducen las precipitaciones a las alcantarillas. Muchas personas encuentran el olor durante e inmediatamente después de la lluvia agradable o distintivo. La fuente de este aroma es el petricor, un aceite producido por las plantas, luego absorbido por las rocas y el suelo, y luego liberado al aire durante la lluvia.

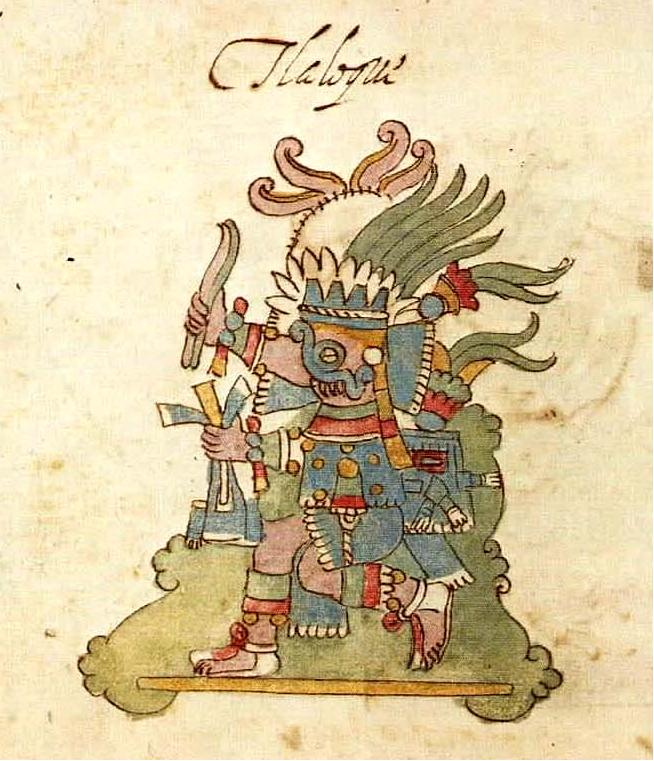
Tláloc, deidad mesoamericana de la lluvia.

La lluvia tiene un significado religioso importante en muchas culturas. Los antiguos sumerios creían que la lluvia era el semen del dios del cielo Anu, que cayó del cielo para inseminar a su consorte, la diosa de la tierra Ki, provocando que ella diera a luz a todas las plantas de la tierra. Los acadios creían que las nubes eran los pechos de la consorte de Anu, Antu, y que la lluvia era leche de sus mamas. Según la tradición judía, en el 1 a. C., el hacedor de milagros judío Honi ha-M'agel puso fin a una sequía de tres años en Judea dibujando un círculo en la arena y rezando para que llueva, negándose a abandonar el círculo hasta que su oración fue concedida. En sus Meditaciones, el emperador romano Marco Aurelio conserva una oración por la lluvia hecha por los atenienses al dios celestial griego Zeus. Se sabe que varias tribus nativas americanas han realizado históricamente danzas de la lluvia en un esfuerzo por fomentar las precipitaciones. En los Estados Unidos de la actualidad, varios gobernadores estatales han celebrado días de oración por la lluvia, incluyendo un día en el estado de Texas en 2011. Los rituales para provocar el llover también son importantes en muchas culturas africanas.

## Inundaciones

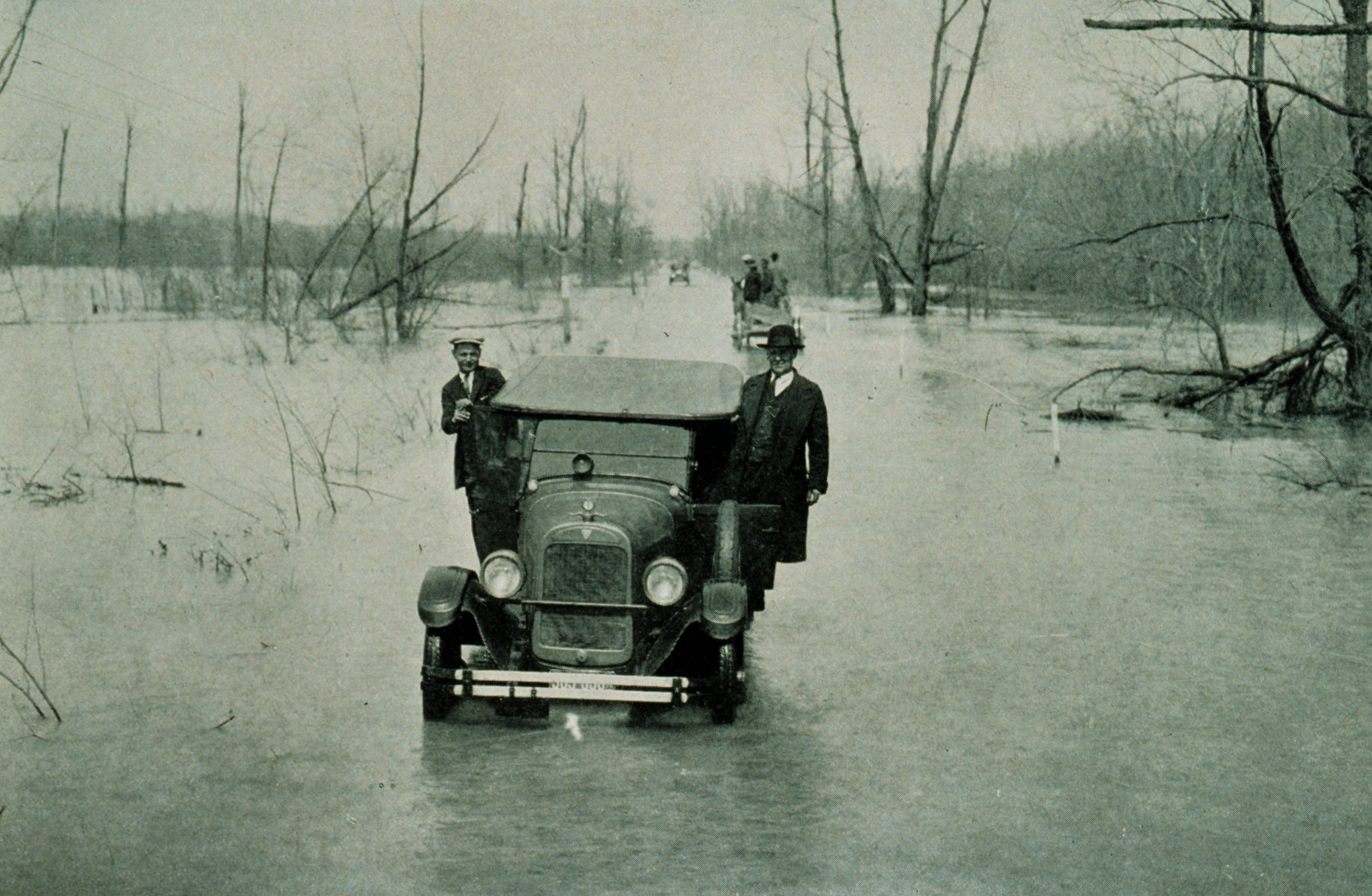
Gran inundación del Misisipi de 1927.

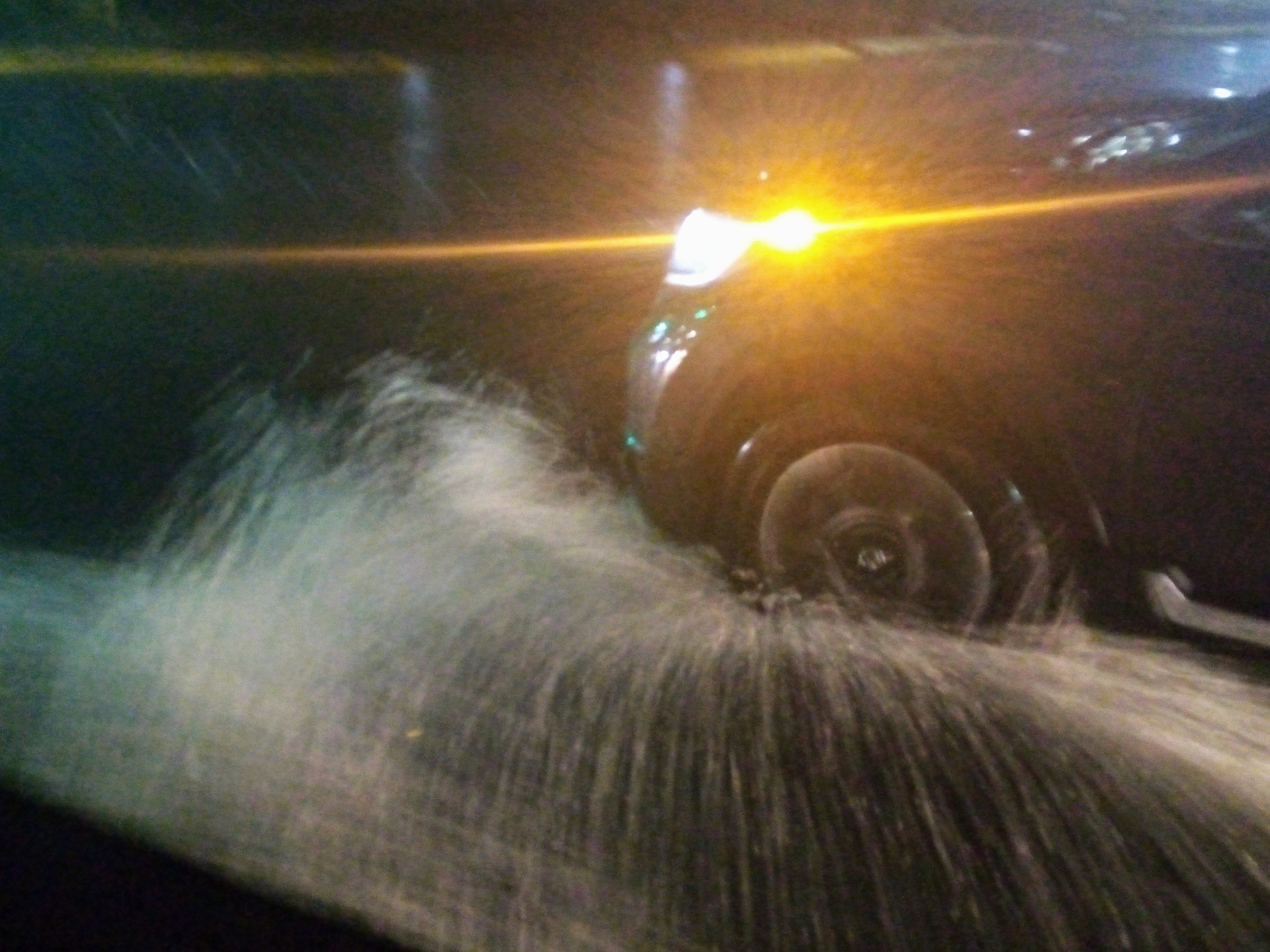
Auto sobre una inundación en Cusco, Perú

Las inundaciones son un peligro de origen natural que se presenta cuando el agua sube mucho su nivel en los ríos, lagunas, lagos y mar; entonces, cubre o llena zonas de tierra que normalmente son secas. Son una de las catástrofes que mayor número de víctimas producen en el mundo. Se ha calculado que durante el siglo XX unas 3,2 millones de personas han muerto por este motivo, lo que es más de la mitad de los fallecidos por desastres originados por la presencia de un peligro de origen natural en el mundo en ese periodo. La lluvia excesiva durante períodos cortos de tiempo puede causar inundaciones repentinas.

## Goteras y filtraciones de agua
Como consecuencia de las lluvias y la continua deposición de grandes cantidades de agua en zonas y áreas mal desalojadas, se pueden producir lo que comúnmente denominamos como goteras. Así pues, acompañadas de filtraciones de agua, este problema representa una de las amenazas más latentes para la gran mayoría de viviendas.
También producen un aumento de la humedad ambiental y si se dejan pasar pueden llegar a anegar e inundar habitaciones enteras, lo cual hace que una correcta impermeabilización sea crucial de cara a mantener el correcto estado de la vivienda.
Por esta razón, arreglar y localizar una gotera suele ser una de las tareas más importantes y a la vez más difíciles pero, por otra parte, también necesarias. Disponer de filtraciones de agua en una vivienda puede llegar a ser algo realmente molesto y peligroso, lo que hace que sea importantísimo ponerles solución cuanto antes.
Uno de los métodos que más se suele emplear para impermeabilizar el edificio o la vivienda en cuestión suele ser la utilización de diferentes tipos de telas asfálticas. Actualmente, encontramos tres modelos que son los que reúnen las características adecuadas y que se recomiendan tanto para impermeabilizar una azotea como para eliminar las goteras en una terraza.
- Aluminio: disponen de un color cromado y son perfectas para proteger todo tipo de superficie de los cambios bruscos de temperatura. Ideales para zonas exteriores.
- Pizarra: diseñada únicamente para combatir y reparar tanto las filtraciones de agua como las humedades en terrazas y azoteas. Altamente resistente e increíblemente dura, por lo que resulta muy conveniente instalarla en cualquier tipo de superficie.
- Interiores: este último tipo se aconseja para utilizar a modo de complemento en combinación con diferentes tipos de telas, puesto que no son tan resistentes. Ideales para ponerlas debajo de tejas y cerámicas.